# BT-42
БT-42 (фін. BT-42) — фінське штурмова гармата періоду Радянсько-фінської війни 1941-1944 років, створене в 1942 на базі трофейного радянського легкого танка БТ-7. Це єдиний масовий зразок бронетехніки (18 шт.), Створений у Фінляндії в період з 1941 по 1945 рік.

## Історія створення
В результаті свого наступу восени 1941 року в Карелії фінська армія захопила близько 20 технічно справних радянських легких танків БТ-7. Незважаючи на те, що в той період фінські війська активно використовували трофейну радянську бронетехніку, ці танки з ряду причин застосовувалися дуже обмежено, і вже навесні 1942 почалося здійснення програми їх модернізації та переробки в самохідні артилерійські установки (САУ). Нова САУ одержала позначення БТ-42 (фін. BT-42). Перші БТ-42 були готові у вересні 1942 року, а всього за період з 1942 по 1943 рік фінською промисловістю було переобладнано 18 танків БТ-7 (один із них, можливо, був танком БТ-5).

## Опис конструкції
При конверсії вихідних машин у БТ-42 зміни торкнулися переважно вежі танка, яка була докорінно перероблена. До задньої частини вежі прибудовувалася велика кутова рубка з двостулковими дверцятами в кормі вежі. На даху встановлювався овальний люк, знятий із конічної вежі БТ-7.
У лобовій частині вежі складної конфігурації встановлювалася частина британської 4,5-дюймової (114-мм) польової гаубиці зразка 1909—1917 років (англійське позначення — Ordnance QF 4.5 inch Howitzer Mark 1). У січні 1940 Фінляндія отримала від Великобританії 24 гаубиці цього типу, які були їй даровані як допомога, а в липні 1940 - ще 30 було куплено в Іспанії. При встановленні в вежу гаубиця зберігала «рідну» частину, що коливається, була оснащена маскою і дульним гальмом оригінальної фінської конструкції, яким фіни оснащували і буксирувані 114 H 18. Прицільні пристрої нова машина також «успадкувала» від своєї зброї, а перископи — від БТ-7. Боєкомплект гаубиці становив 22 постріли.
Крім того, в конструкцію самої машини вносився ряд незначних змін, зокрема, у більшості випадків частково віддалялися передні крила. Силовий агрегат, трансмісія та ходова частина змін не зазнали. Питання, чи зберегли БТ-42 здатність базових танків до пересування на колесах, не зовсім зрозумілий.

## Забарвлення та маркування
Після прийняття на озброєння всі БТ-42 отримали тактичні номери в проміжку від R-702 до R-720 (за винятком R-703). З літа 1943 була введена нова система позначень «Ps.511-*», відповідно до якої всі БТ-42 отримали позначення від Ps.511-2 до Ps.511-19. З весни 1943 року вся фінська бронетехніка отримала триколірне камуфляжне забарвлення, що складалося з трьох кольорів - сірого (FS 36424), землісто-коричневого (FS 30227) та зеленого (FS 34097). На борту і корму вежі наносилися знаки державної власності у вигляді чорної свастики з білою обведенням, а з червня 1945 року в цих місцях наносилася біло-блакитна кокарда.

## Бойове застосування
У середині 1943 року всі САУ БТ-42 (14 шт) були зведені в спеціально створений для них окремий батальйон штурмових гармат фінської танкової дивізії, на озброєнні якого ці машини перебували аж до виходу Фінляндії з війни влітку 1944 року. Восени 1943 року батальйон отримав ще чотири БТ-42. Першим бойовим застосуванням цих штурмових гармат став обстріл радянських позицій на південному березі річки Свір восени 1943, потім БТ-42 брали участь в обороні Виборга (фін. Viipuri) в 1944 році, причому частина самохідок використовувалася як нерухомі вогневі точки.
У процесі експлуатації САУ дуже швидко з'ясувалося, що застарілі британські гаубиці щодо ефективні лише проти неброньованих та слабоброньованих цілей, а в бою проти сучасних танків РСЧА, зокрема Т-34-85 та ІС-2, БТ-42 були абсолютно безпорадні. Наприклад, під час оборони Виборга екіпажу одній з БТ-42 вдалося досягти 18 попадань танком Т-34-85, проте навіть знерухомити його фінським танкістам не вдалося. Загалом у боях під Виборгом 17–21 червня 1944 року фіни втратили 8 із 18 САУ, не отримавши від їх застосування хоч скільки відчутного ефекту. Варто, щоправда, згадати, що на той момент фінські бронетанкові частини були укомплектовані переважно вже безнадійно застарілими радянськими танками часів Зимової війни, Т-26 і Т-28, які для нових радянських танків у більшості випадків були рухливими мішенями. Наприклад, крім БТ-42, у боях за Виборг фінські бронетанкові війська втратили 25 з 87 Т-26, які були у всій армії, і третину тягачів Т-20.
До того ж, технічна надійність САУ була низькою. По-перше, шасі БТ-7, що послужили базою самохідки, вже спочатку знаходилися не в найкращому стані, і поломки ходової частини були звичайною справою. По-друге, гармата 114 H/18 виявилася занадто важкою для конструкції в цілому, що ще більше збільшувало ризик поломок у ходовій частині і нерідко призводило до заклинювання баштового погону. У фінських танкістів САУ популярністю не мала. У принципі, фінськими військами САУ БТ-42 спочатку розглядалася як тимчасова машина, яку планувалося згодом замінити німецькими штурмовими гарматами StuG, проте навіть після надходження цих машин БТ-42 продовжували використовувати аж до закінчення війни.
Станом на 01.01.1945, у Фінській армії все ще вважалося 10 САУ БТ-42, які на той час вже були зняті з озброєння та передані до навчальних підрозділів. Там вони проіснували до кінця 1950-х років, коли були списані та порізані в металобрухт.
Під час штурму Виборга одна САУ БТ-42 була захоплена радянськими військами у справному стані та перевезена для випробувань на Ленінградський артилерійський полігон. Подальша доля цієї машини невідома, але вона, очевидно, вирушила в переплавку.

## У масовій культурі
- У франшизі «Girls und Panzer» (серія аніме та манги), насамперед – у повнометражному фільмі 2015 року[2] – бойова одиниця команди «фінської» школи «Продовження».
- Присутня в комп'ютерній грі War Thunder, знаходиться в дереві дослідження шведської бронетехніки на I ранзі і має статус САУ.
- Присутня в комп'ютерній грі Call to Arms - Gates of Hell[3], доданий в гру в DLC Talvisota. Доступний як в однокористувальному, так і в мережевому режимі. Представлений у наступальній доктрині Фінляндії початкового етапу війни (1941-1943) під назвою "Штурмбат".

## Примірники, що збереглися
До наших днів зберігся один екземпляр штурмового САУ БТ-42, який експонується в танковому музеї в Паролі, Фінляндія.